# Canon de 155 mm court modèle 1915 Saint-Chamond

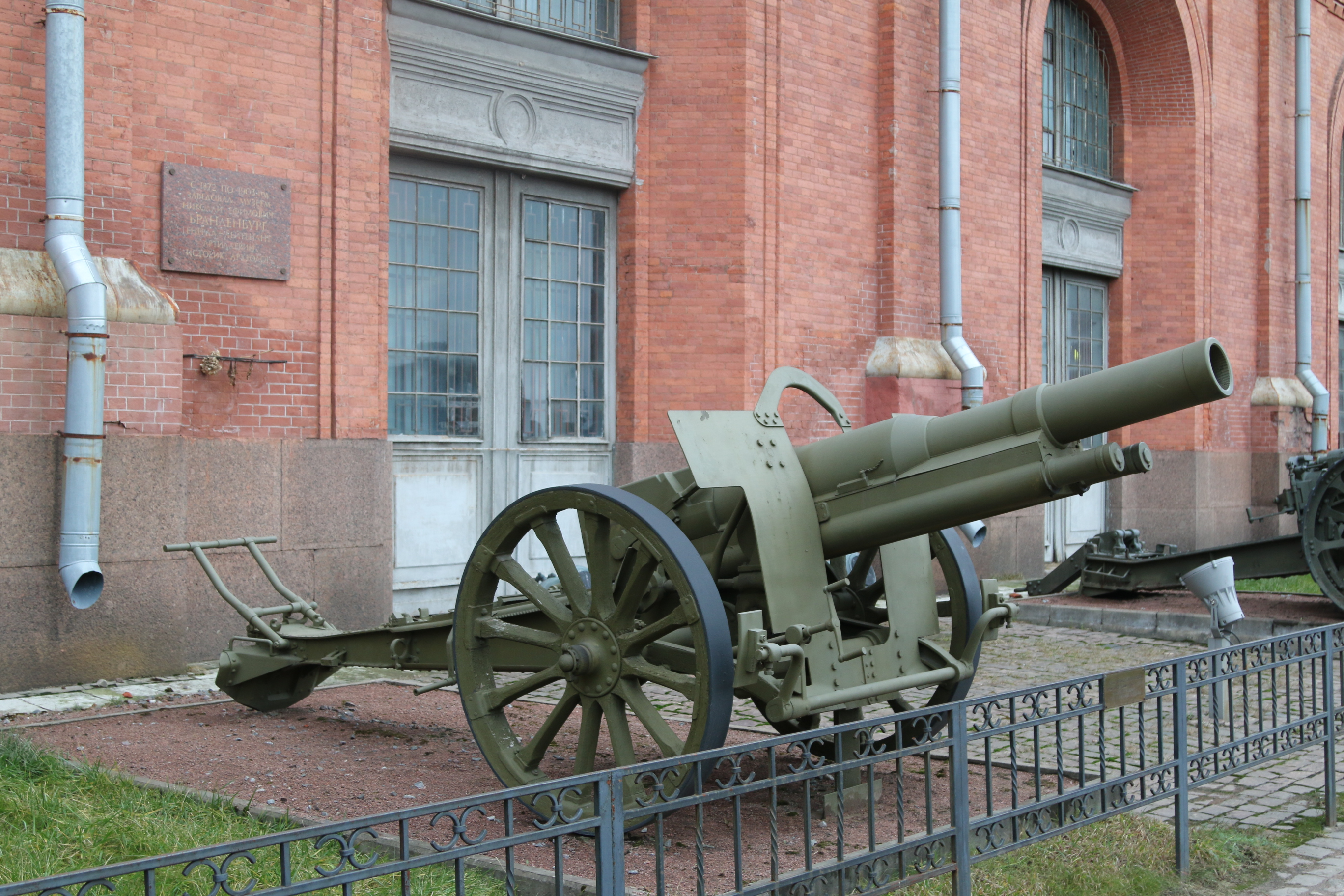
Canon de 155 mm C mle 1915 Saint-Chamond.

Le canon de 155 mm C modèle 1915 Saint-Chamond est un obusier développé par la Compagnie des forges et aciéries de la marine et d'Homécourt et ayant servi au sein des régiments d'artillerie portée de l'Armée française au cours de la Première Guerre mondiale.
Il est dérivé d'un prototype mis au point pour le Mexique. 400 ont été commandés après la bataille de l'Artois en 1915 et livrés en 1916. Des exemplaires ont été donnés en petit nombre aux armées serbe et roumaine vers 1917-1918 et d'autres ont également servis dans l'Armée finlandaise pendant la guerre d'Hiver.
Toujours en service en 1940, les exemplaires capturés par les Allemands après la bataille de France serviront de canons de campagne et de canons de défense côtière jusqu'à la fin de la Seconde Guerre mondiale.

## Description
- Pays : France
- Calibre : 155 mm
- Poids de la pièce : 2 800  à   3 400 kg
- Poids de l’obus : 40  à   43 kg
- Longueur de la pièce : 2,51 m
- Largeur de la pièce : 1,85 m
- Portée maximale : 7 200  à   9 800 m
- Pointage en site : 0 à +40°
- Pointage en azimut : 6°
- Cadence de tir : 3 coups/min